# Sesto Afranio Burro
Sesto Afranio Burro (in latino Sextus Afranius Burrus; Vasio, 1 – Roma, 62) è stato un politico romano, prefetto del pretorio e consigliere dell'imperatore romano Nerone (54-68), insieme a Seneca il giovane, molto influente durante i primi anni del regno di Nerone.

## Biografia
Burro nacque nella Gallia Narbonense e fu scelto da Agrippina minore come prefetto nel 50 per dare a suo figlio Nerone il posto di imperatore dopo la morte di Claudio. Durante i primi otto anni del dominio di Nerone sull'impero romano, lui e Seneca, insegnante privato di Nerone, contribuirono a formare un governo stabile. Grazie al ruolo di tutore del giovane imperatore, ebbe di fatto un grande potere per diversi anni. 
Consentì a Nerone l'omicidio della madre Agrippina nel 59, ma perse comunque la sua influenza su di lui; fu allontanato insieme con Seneca da Nerone, che non sopportava più il controllo dei due. Morì nel 62; la causa del decesso non è nota ma alcuni storici, tra cui Tacito, sospettavano per avvelenamento.